# 張仁蠡
張 仁蠡（ちょう じんれい）は中華民国の政治家。冀東防共自治政府、中華民国臨時政府、中華民国維新政府、南京国民政府（汪兆銘政権）で要人となった。祖籍は直隷省（現在の河北省）南皮県。字は範卿。張之洞の第十三子である。兄は張燕卿、甥は張厚琬（ただし燕卿・仁蠡の方が年下）で、いずれも政治家。娘は張厚粲（心理学者・中国人民政治協商会議全国委員会委員）。

## 事績

### 親日政府への参加
北京大学文科の卒業生で、北京政府教育部で官歴を開始する。後に武漢に向かい、直隷派の寇英傑の秘書となった。1925年（民国15年）に北京に戻って北京民国大学教授となったが、翌年からは河北省の各県で県長を歴任した。
1935年（民国24年）11月24日、殷汝耕が冀東防共自治委員会を樹立すると、張仁蠡は民政処長として起用された。翌12月、冀東防共自治政府に改組されると、張は民政処を改組した民政庁で庁長に任命された。1937年（民国26年）4月、殷の命により張は日本を訪問、名古屋汎太平洋平和博覧会を視察している。
同年7月29日の通州事件には張仁蠡は巻き込まれず、8月2日には北平に在り、冀東防共自治政府臨時弁事処の総務組で執務を開始した。ところが間もなく、張は殷汝耕と共に日本軍から事件の首謀者と疑われ、収監されてしまう。
翌1938年（民国27年）1月、張仁蠡は保釈され、中華民国臨時政府において中華民国新民会副会長に任命された。さらに北京故物院（古学院）常務理事総幹事にも任命されている。

### 武漢市長として
1939年（民国28年）3月、日本軍の指示により武漢に向かい、武漢治安維持会を組織した。翌月、中華民国維新政府の下での初代武漢特別市政府市長に就任している。翌年3月、汪兆銘（汪精衛）が南京国民政府を樹立すると、張仁蠡は引き続き武漢特別市政府市長をつとめ、さらに中国国民党中央委員に任命された。同年9月、武漢特別市政府は漢口市政府に改められたが、引き続き張が市長に留まっている。1942年（民国31年）12月、漢口市政府は漢口特別市政府に改組されたが、やはり張が市長に留任した。1943年（民国32年）、新国民運動促進制総会武漢分会委員、全国商業統総会武漢分会副委員長を兼任した。
武漢市長在任中に、張仁蠡は漢口の堤防である張公堤・長豊北垸の修築などを含む治水事業に力を注いだ。これは、1931年と1935年に同地で水害を体験した興亜院華北連絡部部長・森岡皐が、治水事業の推進を張に求めたことがきっかけであった。張自身も漢奸の汚名を雪がんとして、懸命にこの事業に取り組むことになる。1940年（民国29年）5月、行政院副院長兼財政部長の周仏海が、張に塩税・煙酒税・煙土税の50%を上納するよう要求してきたが、治水事業を重視する張はこれを拒否した。この張の治水事業の成果については、現在でも漢口では高く評価されている。
同年10月、漢口特別市が湖北省管轄の普通市に格下げされたことに伴い、張仁蠡は天津特別市市長へ異動した。また、華北政務委員会委員も兼任している。1945年（民国34年）2月20日、天津特別市長を免ぜられた一方で（後任は周迪平）、華北政務委員会常務委員（専任）に昇進した。

### 戦後
日本敗北後、張仁蠡は蔣介石の国民政府により漢奸として逮捕され、無期懲役の判決を受ける。2年後に釈放され、北平市に閑居した。しかし中華人民共和国成立後の1951年5月20日、北京市人民政府は張に対して反革命罪により死刑を言い渡し、直ちに執行した。享年52。

## 注
1. ↑  徐主編（2007）、1770頁による。『人民日報』1951年5月23日、第6版も同様に「五十二歳」（数え年と考えられる）としている。
2. 1 2 3 4  徐主編（2007）、1770頁。
3. ↑  資料によっては、張仁蠡は秘書処長を当初兼任したとされる（『外交時報』76巻6号通号745号、1935年12月15日、194頁）。しかし、秘書処長を当初兼任したのは外交処長の霍実（「寉実」とも表記され、本名は霍実子。まもなく自治委員会から逃亡した）とする資料（『国際評論』5巻1号、1936年1月、239頁及び『経済雑誌ダイヤモンド』23巻36号、1935年12月1日号、56ページ）もある。
4. ↑  『同盟旬報』1巻5号、1937年8月上旬号、同盟通信社、201頁。臨時弁事処には総務組を含む四組が設置され、財政組では張志遠と江華、交通組では王厦材、治安組では劉宗紀がそれぞれ執務を担当した。
5. ↑  森岡は当時、漢口領事館で武官を務めていた。
6. 1 2  荊楚網。
7. ↑  『同盟時事月報』9巻2号通号225号、同盟通信社、1945年3月14日、78頁。
8. ↑  『人民日報』1951年5月23日、第6版。同日に処刑された著名人物としては、張海鵬・池宗墨・富双英・張仲直などがいる。